# 大则乡
大则乡，是中华人民共和国四川省甘孜藏族自治州色达县下辖的一个乡镇级行政单位。

## 行政区划
大则乡下辖以下地区：
厚门村、约更玛村、扎门村、卓更塘村、那宗塘村、三郎多村、玛歌村和泽吾村。